# Shanna Forrestall

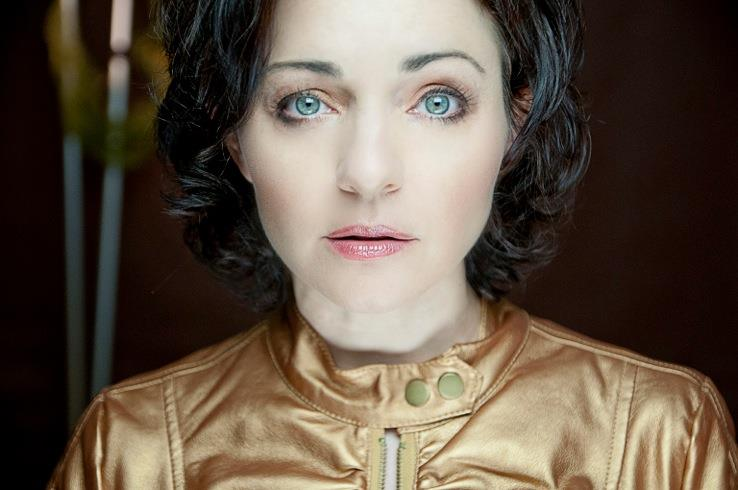
Shanna Forrestall (2015)

Shanna Forrestall (* in Gonzales, Louisiana) ist eine US-amerikanisch-kanadische Schauspielerin.

## Leben
Forrestall wurde in Gonzales geboren, wo sie auch aufwuchs. Sie bezeichnet sich selbst als eine seriöse und ausgebildete Film- und Fernsehschauspielerin. Ihre erste Rolle hatte sie 2005 im Kurzfilm Red Cars. In den nächsten Jahren folgten mehrere Besetzungen in Low-Budget-Spielfilmen und Fernsehfilmen. 2010 spielte sie eine größere Rolle in Der letzte Exorzismus. Von 2013 bis 2014 hatte sie in der Fernsehserie Southern Fried Homicide die Rolle der Erzählerin.

## Filmografie
- 2005: Red Cars (Kurzfilm)
- 2006: Feral
- 2007: The Staircase Murders (Fernsehfilm)
- 2007: The Protestant Revolution
- 2007: Father of Lies
- 2007: Deeper Than the Ocean
- 2008: Lauf um dein Leben (Racing for Time)
- 2008: Living Proof (Fernsehfilm)
- 2008: The Rimshop
- 2008: Jump Out Boys
- 2009: I Didn't Know I Was Pregnant (Fernsehserie, Episode 2x01)
- 2009: Welcome to Academia
- 2009: Let's Rob the Cheese Shop
- 2010: Der letzte Exorzismus The Last Exorcism
- 2010: The Gates (Fernsehserie, Episode 1x05)
- 2010: Where Strippers Go to Die (Kurzfilm)
- 2010: Waking Madison
- 2010: Bicycle Season (Kurzfilm)
- 2011: Ticking Clock (Kurzfilm)
- 2011: Seconds Apart
- 2011: The Chaperone – Der etwas andere Aufpasser (The Chaperone)
- 2011: Dark Blue
- 2011: Blood Out
- 2011: Arena
- 2011: Rites of Spring
- 2012: Trailer Park Jesus
- 2012: Dr. Dani Santino – Spiel des Lebens Necessary Roughness (Fernsehserie, Episode 2x02)
- 2012: Least Favorite Love Songs (Fernsehserie, Episode 1x04)
- 2012: Stolen
- 2012: Kiss the Coach Playing for Keeps
- 2013: Olympus Has Fallen – Die Welt in Gefahr Olympus Has Fallen
- 2013: Sons of Liberty
- 2013: Homelicide (Kurzfilm)
- 2013: Mega Alligators – The New Killing Species Ragin Cajun Redneck Gators
- 2013: Swallow (Kurzfilm)
- 2013: The Animal Instinct (Kurzfilm)
- 2013–2014: Southern Fried Homicide  (Fernsehserie, 5 Episoden)
- 2014: Left Behind
- 2014: Mother's Day (Kurzfilm)
- 2014: Fettuccine (Kurzfilm)
- 2014: Illuminatus
- 2014: Blackbird (Kurzfilm)
- 2015: Wild Card
- 2015: Sulfur
- 2015: Beginner's Guide to Sex
- 2015: Zoo (Fernsehserie, Episode 1x04)
- 2015: The Astronaut Wives Club (Fernsehserie, Episode 1x06)
- 2015: True Nightmares (Fernsehserie, Episode 1x04)
- 2016: Closure (Kurzfilm)
- 2016: Geheimes Verlangen Indiscretion
- 2016: Smothered
- 2016: Eterno (Kurzfilm)
- 2016: Breathe (Kurzfilm)
- 2016: Arceneaux: Melpomene's Song
- 2016: Within the Darkness
- 2017: Sweet Nothing (Kurzfilm)
- 2017: Hate Crime
- 2018: Dirty Politics
- 2019: Why the Girl Became a Cat (Kurzfilm)
- 2019: CareBnB (Kurzfilm)
- 2019: Charlie Charlie
- 2019: Multitasking